# Matrix (Logik)
In der Prädikatenlogik ist die Matrix einer Formel {\displaystyle F} diejenige Formel, die man durch Streichen sämtlicher Quantoren aus {\displaystyle F} erhält. Der Begriff wird vor allem im Zusammenhang mit der Pränexform verwendet, bei der sämtliche Quantoren am Anfang der Formel stehen.

## Beispiel
Die Matrix der Formel 
{\displaystyle \exists n\forall a(a+n=a\land \exists b.a+b=n)}
(Existenz eines neutralen Elements der Addition) ist
{\displaystyle (a+n=a)\land (a+b=n)}.